# Buick Electra
Der Buick Electra war eine Serie von Personenkraftwagen, die von Herbst 1958 bis Frühjahr 1990 von der amerikanischen Automobilmarke Buick als Nachfolger der Typen Roadmaster und Limited in den USA gefertigt wurde. Beim Buick Electra 225, dem Spitzenmodell des Herstellers, bezog sich die Zahl auf die Länge des ersten so benannten Modells, die ca. 225 Zoll (5,71 m) betrug.

## Modellgeschichte

### Electra (1959–1960)
Bis 1959 hießen die großen Buick-Modelle Roadmaster und Limited. Diese wurden mit Einführung des Modelljahrgangs 1959 im Herbst 1958 umbenannt; der Electra ersetzte den Roadmaster, der Electra 225 den Limited. Spitzenmodell war der Electra 225 Riviera, eine viertürige Sechsfenster-Hardtop-Limousine ohne B-Säule mit einer Länge von 5.725 mm (225,4 in), deren Dachlinie dem gleichzeitig gebauten Cadillac Fleetwood entsprach. Bei den Electra-Modellen kamen – wie bei den kleineren Schwestermodellen Invicta und Le Sabre – die riesigen Deltawings (45° flügelförmig nach außen weisende Heckflossen) zum Einsatz.
Der Electra 225 von 1959 war dem oberen Luxus-Segment zugeordnet. Die extra lange Version mit einem Radstand von 3.208 mm (126,3 in) wurde in der Karosserieform (Model 4839 Four Door Hardtop Sedan [Flattop]) 10.491-mal, in der Version (Model 4829 Four Door Riviera Sedan [siehe Bild]) 6.324-mal und als Cabriolet 5.493-mal gebaut.
Motorisiert waren Electra und Electra 225 mit einem 401-in3-Nailhead-V8-Motor mit 6572 cm3 und Carter-Doppel-Registervergaser, der eine Leistung von 325 SAE-PS (239 kW) bei 4400 min−1 hatte. Über eine Dynaflow-Automatik wurden die Hinterräder angetrieben.
1960 wurde vom Electra anstatt des Cabriolets ein zweitüriges Hardtop-Coupé angeboten. Das Cabriolet gab es nur noch als Electra 225.

Bis Herbst 1960 entstanden 121.807 Exemplare vom Electra und Electra 225.

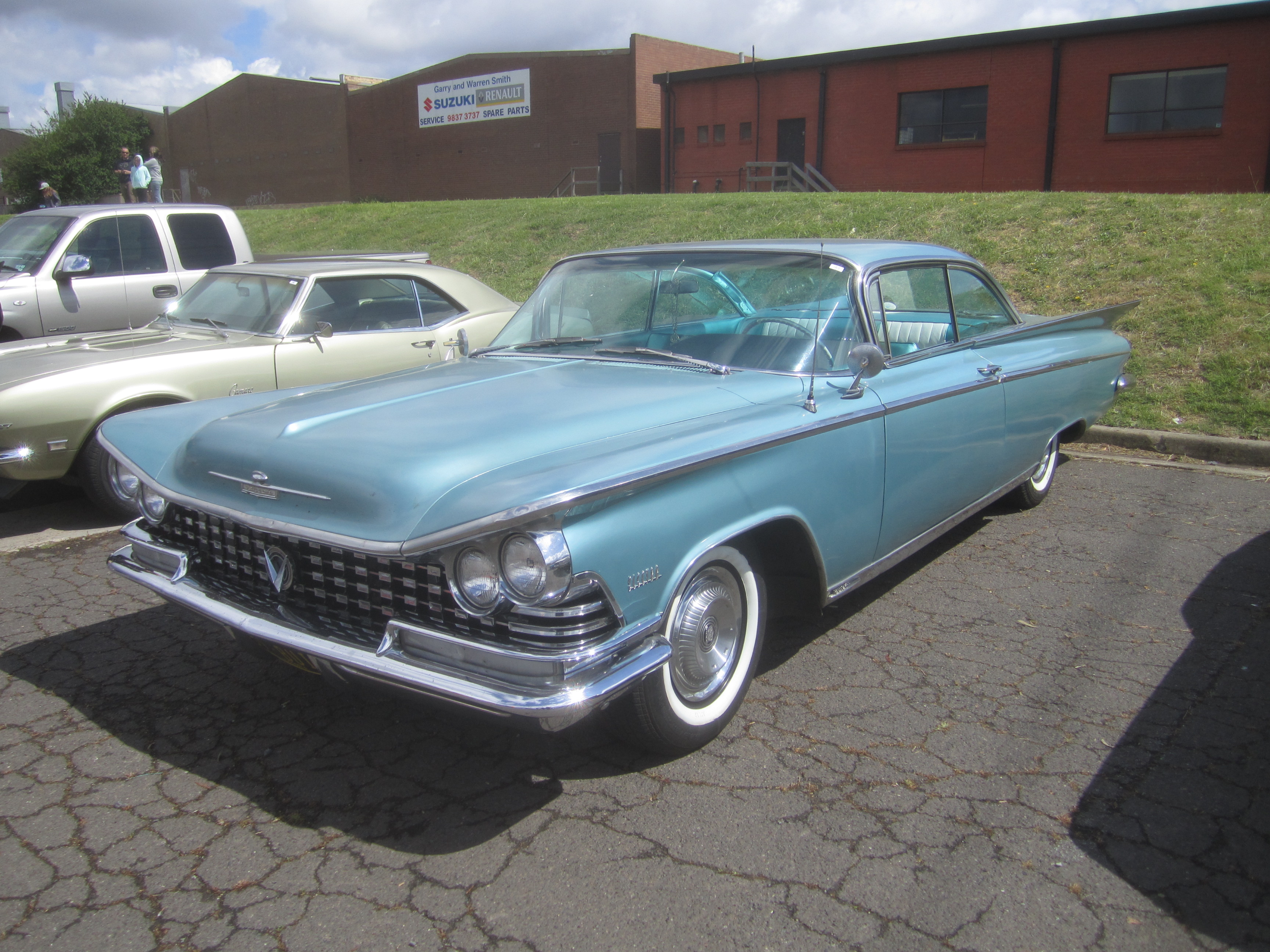
1959
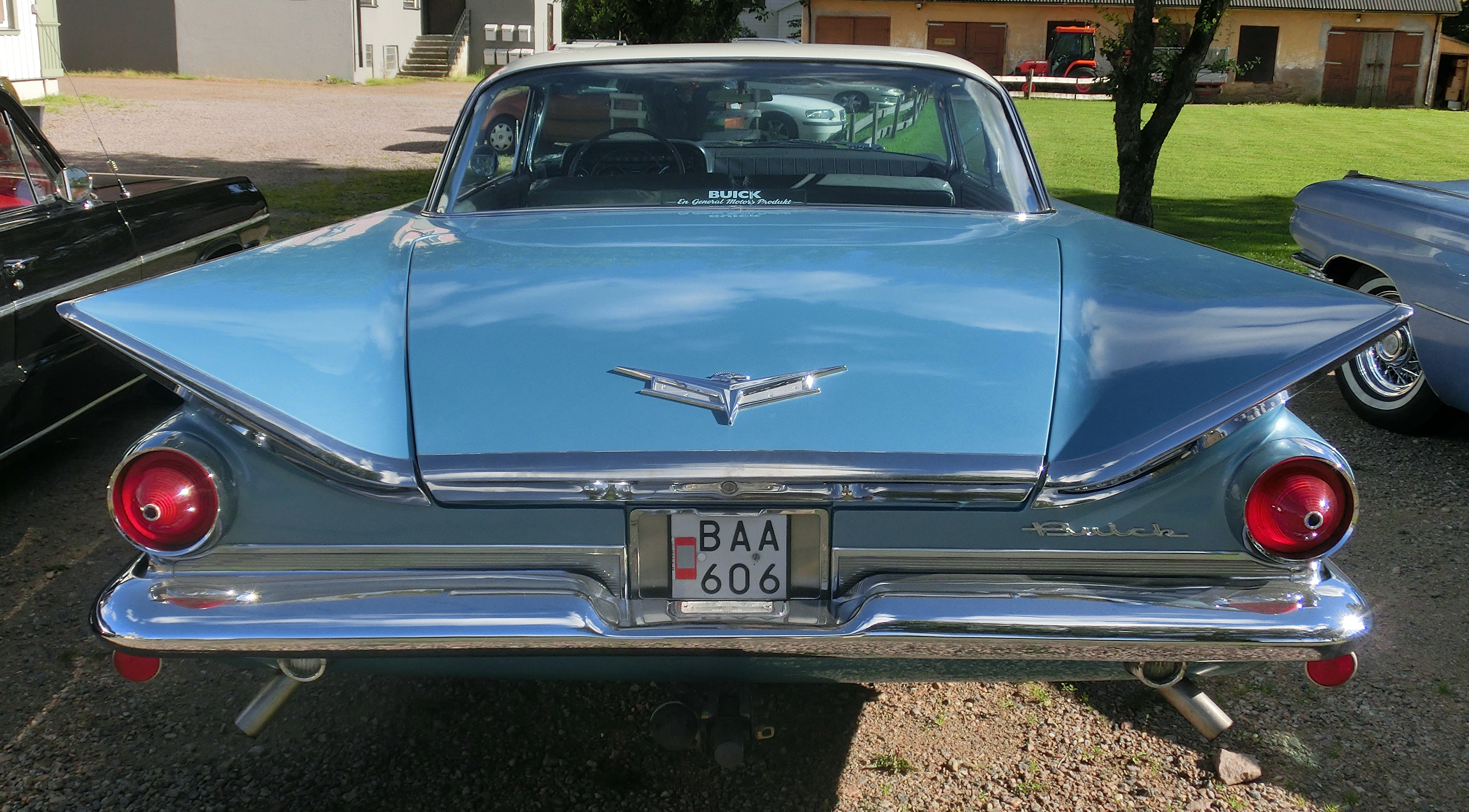
1959
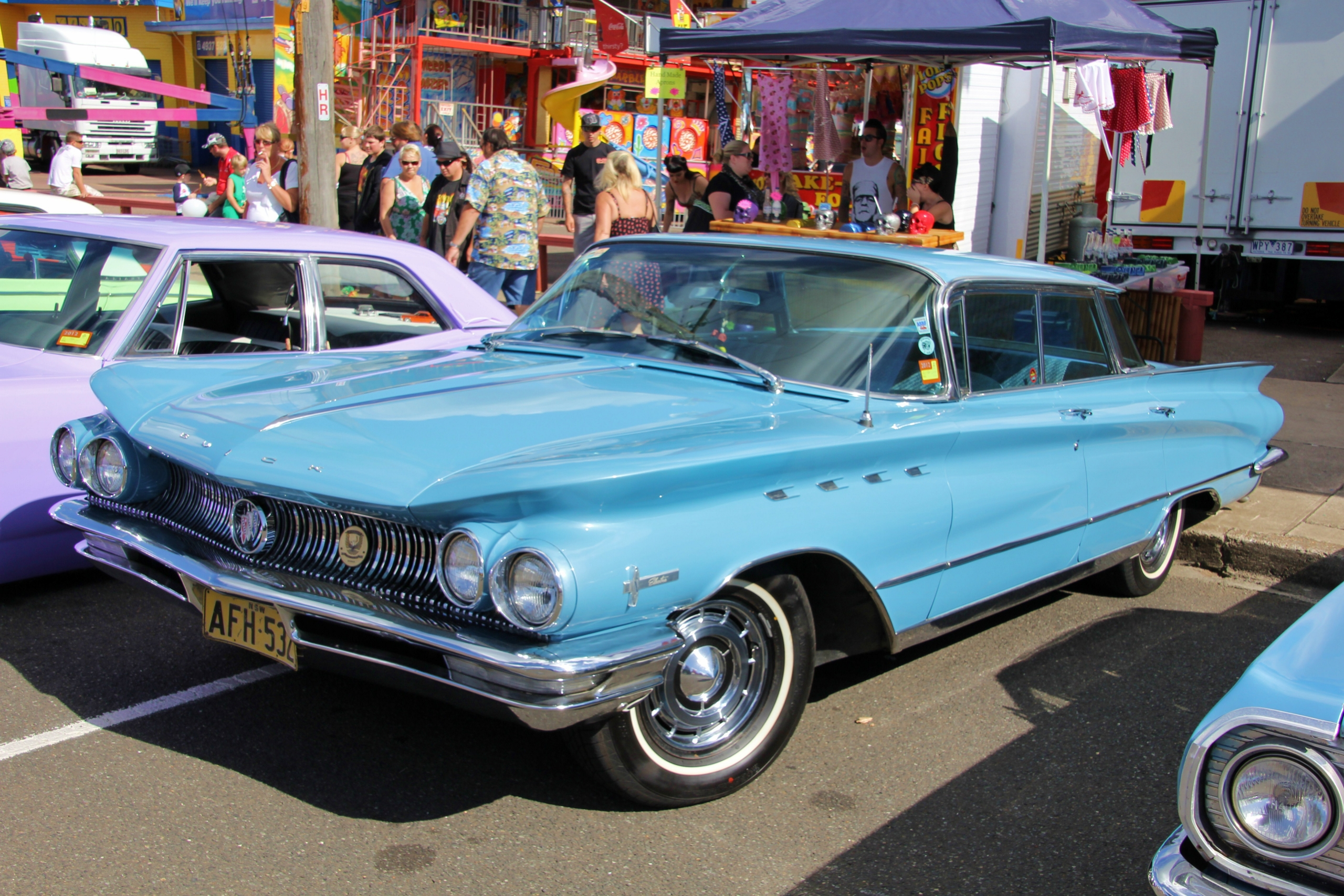
1960
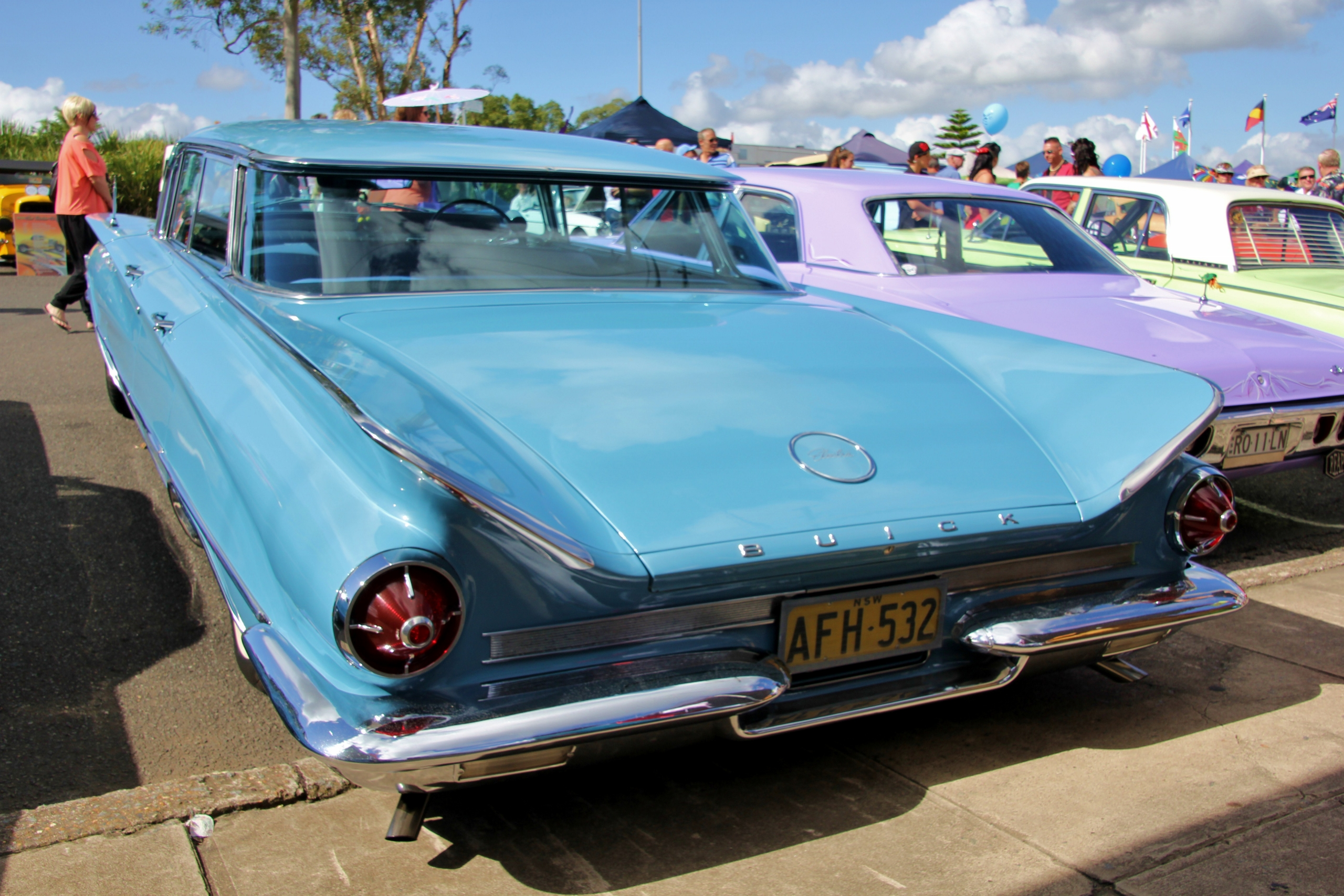
1960

### Electra / Electra 225 (1961–1964)
Für das Modelljahr 1961 wurden die Karosserien komplett neu gezeichnet. Die ausladenden Deltawings waren verschwunden und hatten einer sachlicheren Form Platz gemacht. Während es vom Electra eine viertürige Limousine, eine viertürige Hardtop-Limousine und ein zweitüriges Hardtop-Coupé gab, war der Electra 225 nur als viertürige Hardtop-Limousine oder zweitüriges Cabriolet erhältlich. Die Leistung des 6,6-Liter-V8-Motors blieb bei 325 brutto SAE-PS (ca. 239 kW).
1962 stellte Buick den regulären Electra ein. Der Electra 225 wurde weitergebaut, und zwar als Cabriolet und Coupé mit jeweils zwei Türen und als Hardtop-Limousine und Limousine mit jeweils vier Türen. Ein Jahr später verschwand die Bezeichnung Riviera für die Hardtop-Ausführungen und bezeichnete von da an den Buick Riviera, mit dem die Firma in den Markt der Personal Luxury Cars einstieg.
Für das Modelljahr 1964 gab es wieder ein Facelift, das den Wagen wuchtigere Stoßfänger und vertikale Rückleuchten bescherte.

Von Anfang 1961 bis Ende 1964 wurden 238.208 Exemplare der Modelle Electra und Electra 225 gebaut.

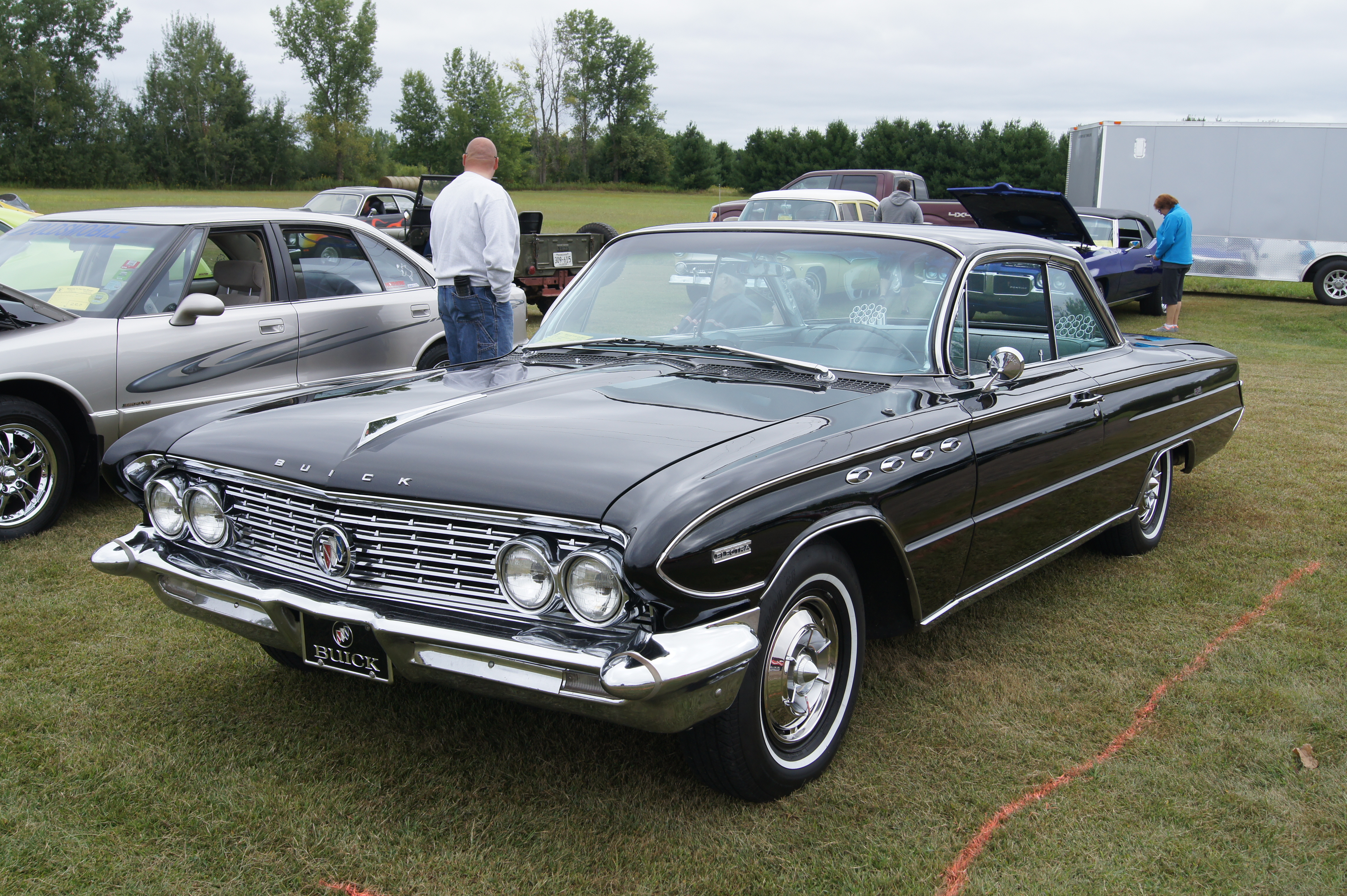
1961 2-türiges Hardtop
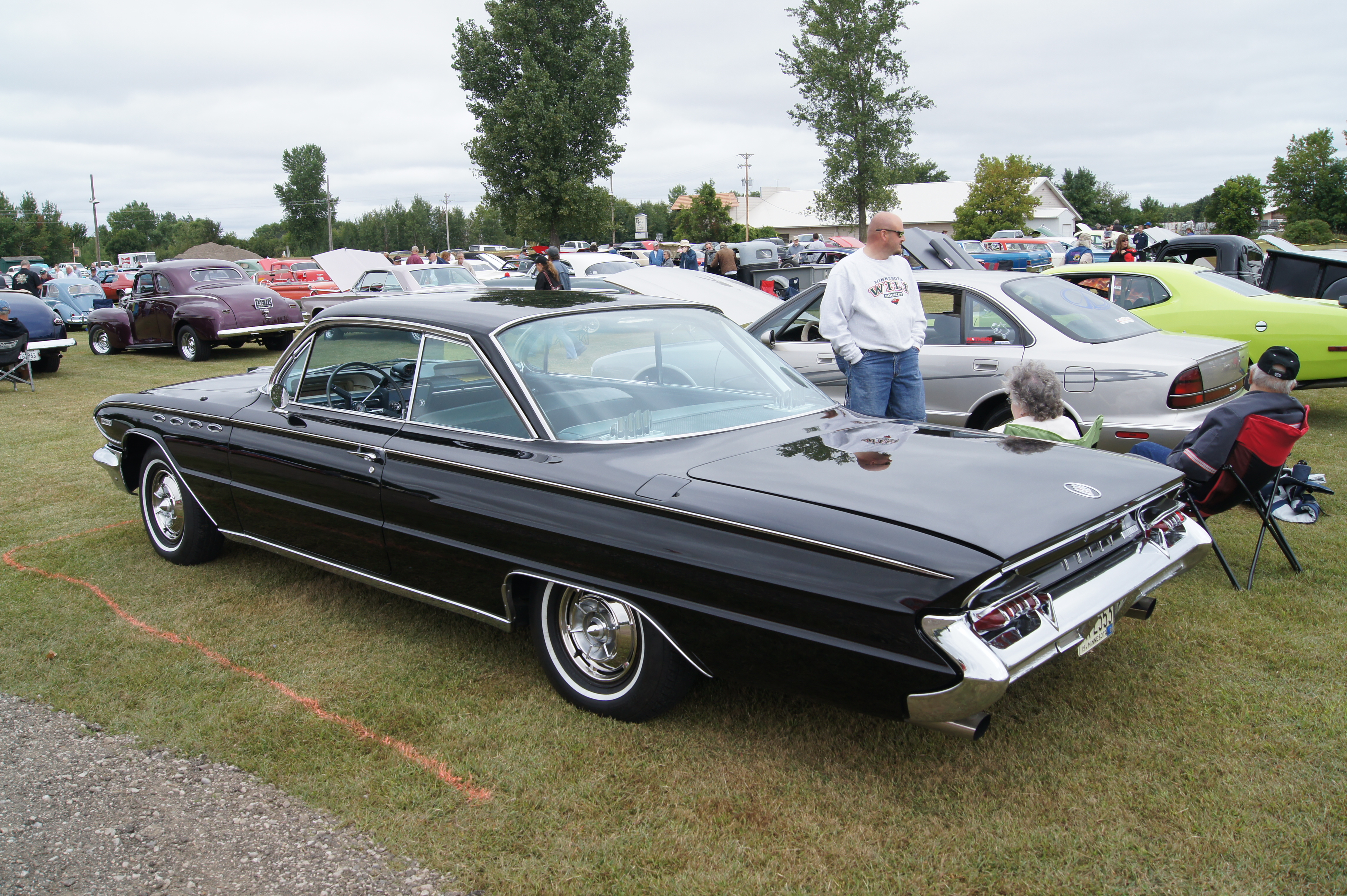
1961 2-türiges Hardtop
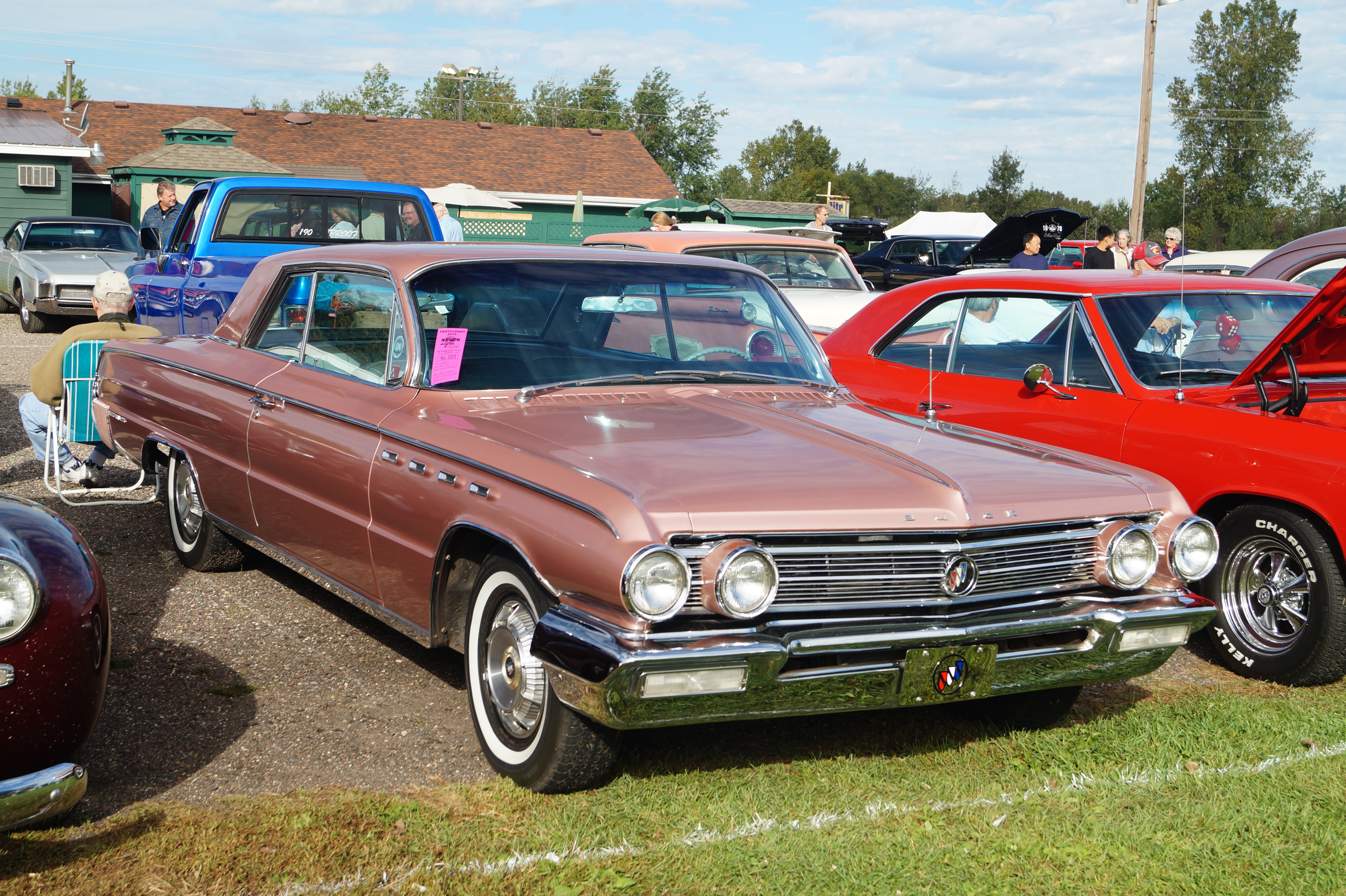
1962 2-türiges Hardtop
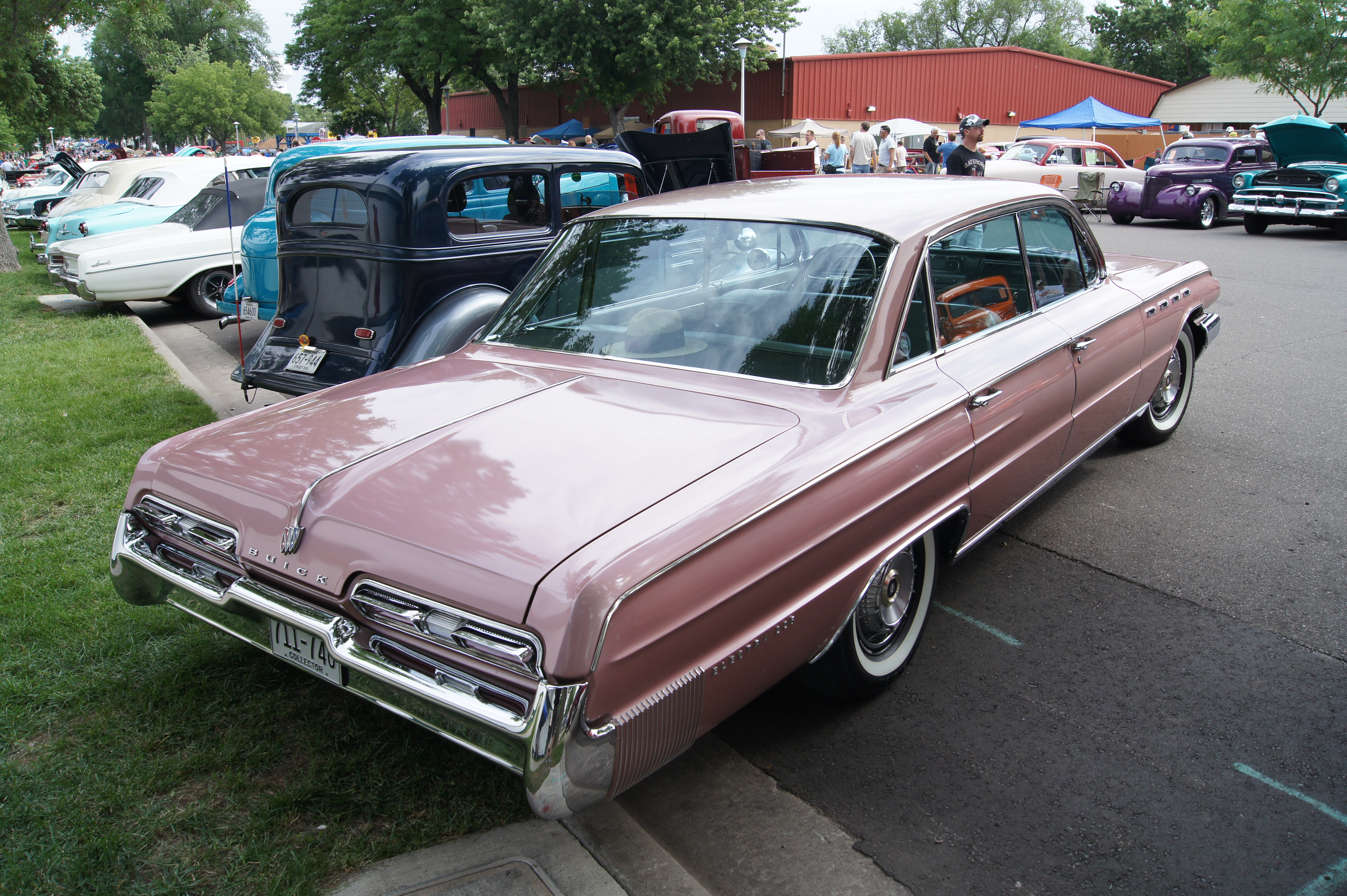
1962 4-türiges Hardtop
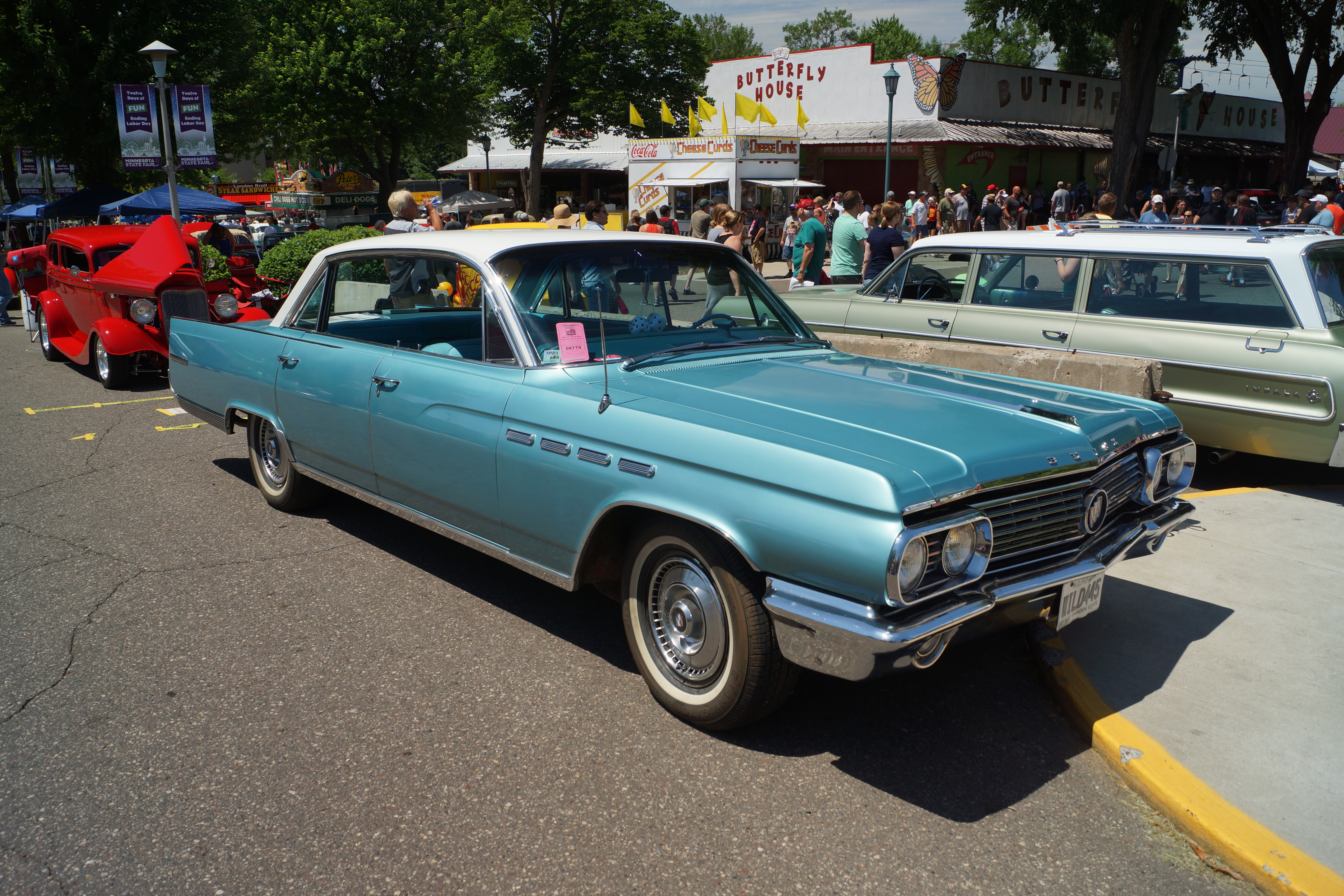
1963 4-türiges Hardtop
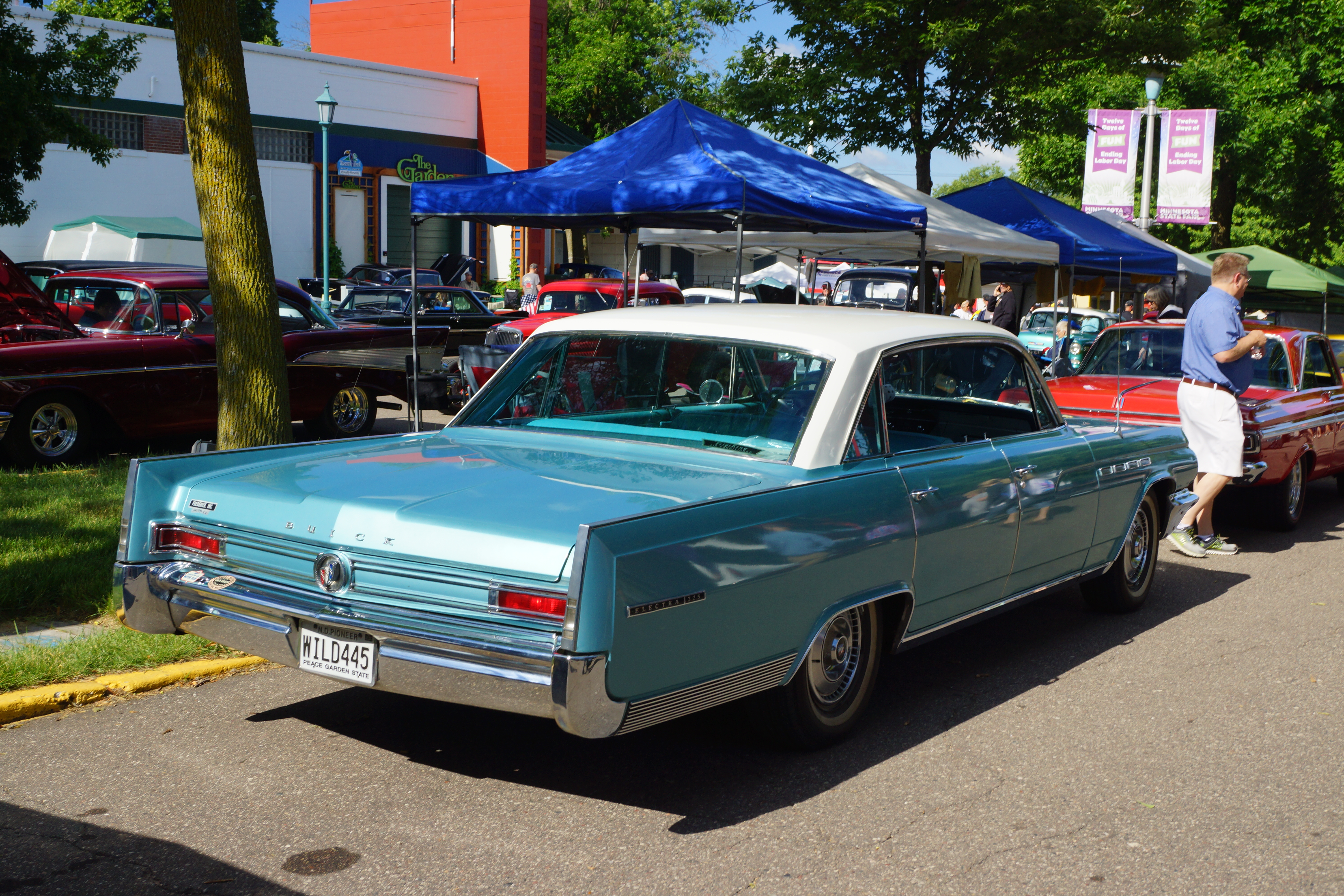
1963 4-türiges Hardtop
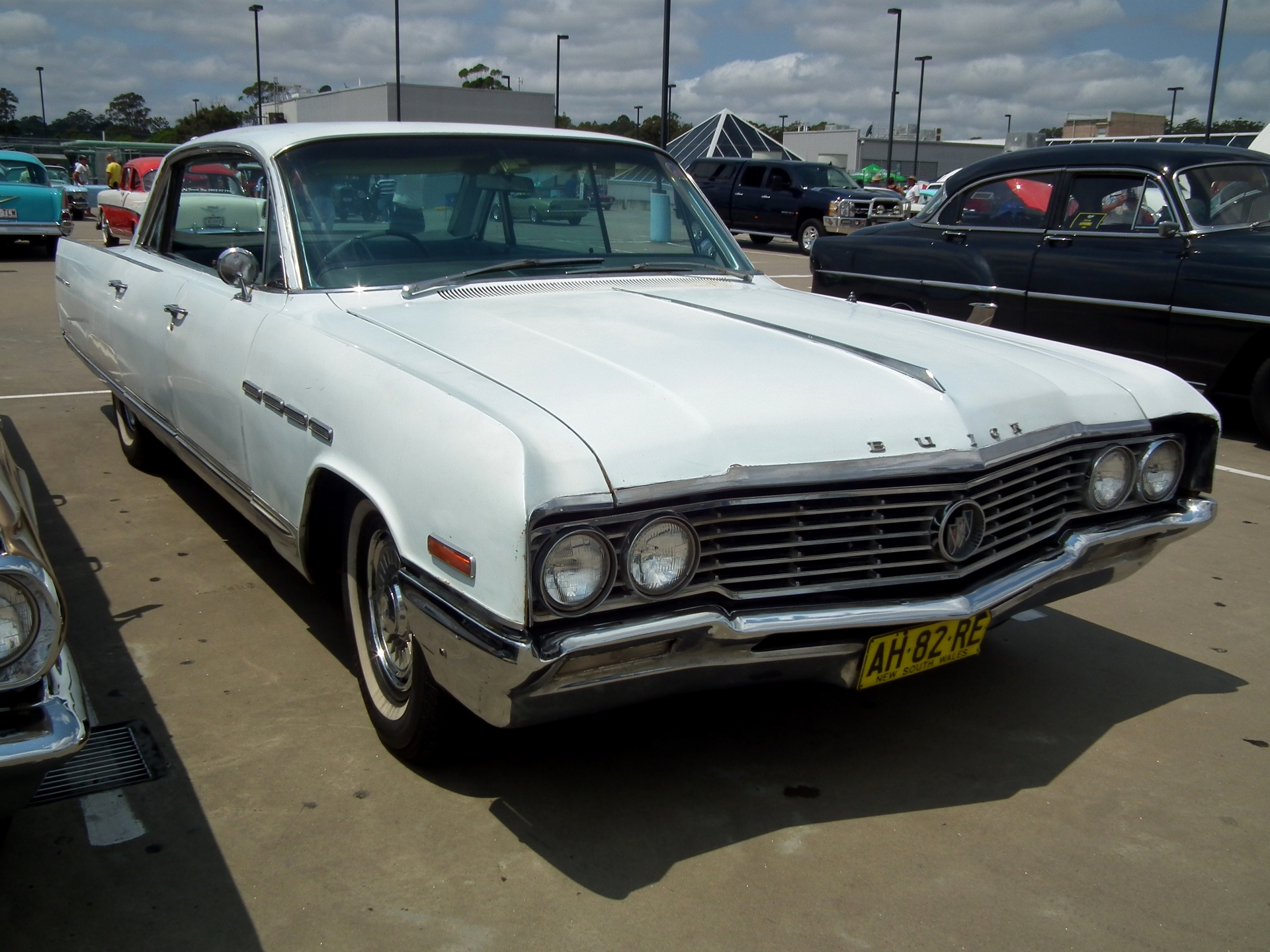
1964 4-türiges Hardtop
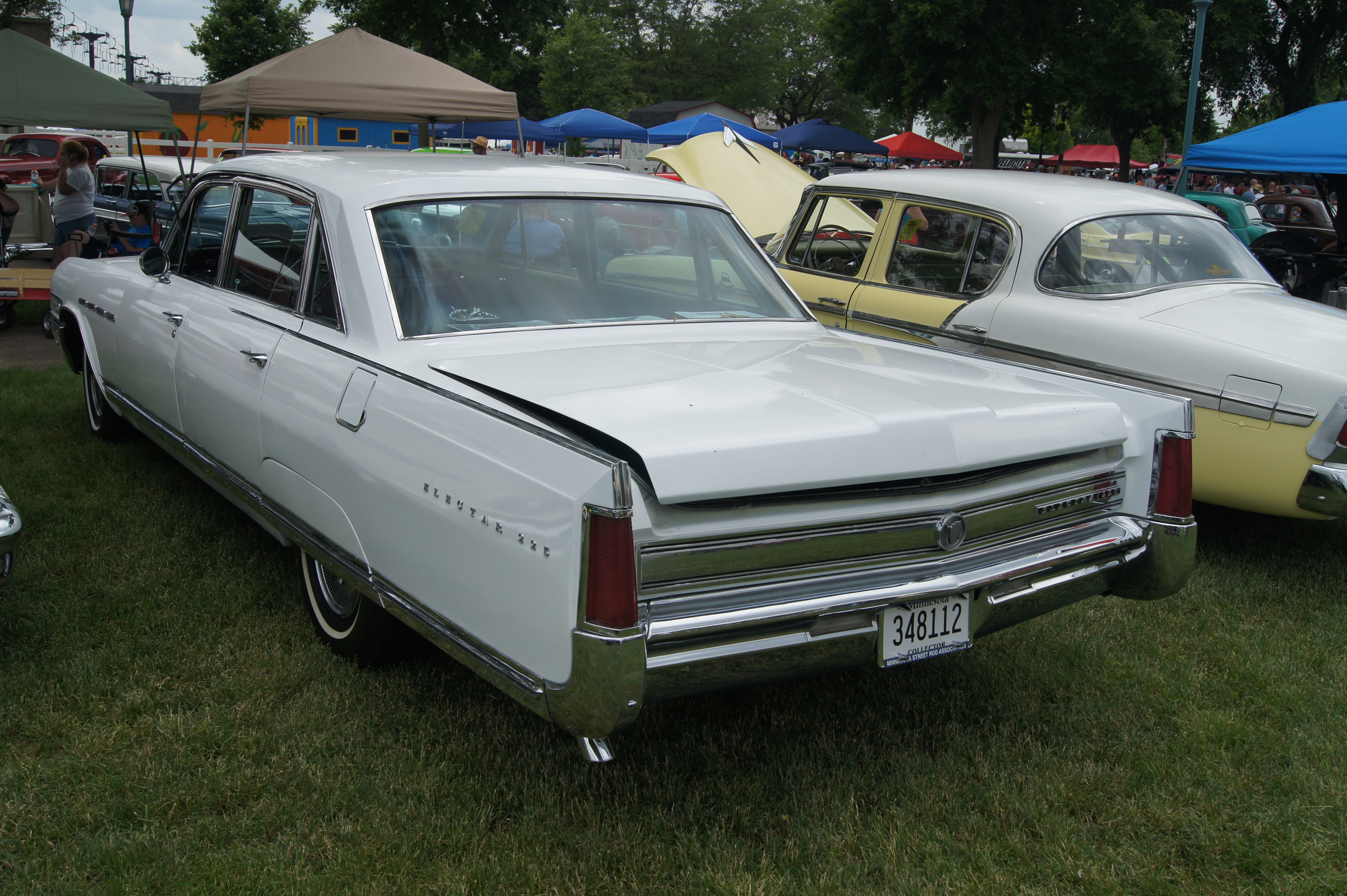
1964 4-türiges Hardtop

### Electra 225 / Electra 225 Custom (1965–1970)
Für das Modelljahr 1965 erhielten alle GM-Pkw neue Karosserien mit fließenden Linien und, bei den Coupés, schräg stehender C-Säule (Fließheck-Design). Die Sechsfenster-Limousinen wurden nicht fortgeführt. Buick änderte seine Marketing-Strategie und bot den Electra 225 in zwei Versionen an: als Basismodell und als besser ausgestatteten Custom. Für den Electra 225 Custom gab es ein Limited-Paket mit komfortbetonter Ausstattung.
Ab Modelljahr 1968 verschwanden die Scheibenwischer in Ruhestellung hinter einer hochgezogenen Lippe der hinteren Motorhaubenkante. 1969 entfielen die Ausstellfenster in den vorderen Türen.
Nach wie vor wurde der Electra 225 vom bekannten 6,6-Liter-V8-Motor angetrieben. Ab Modelljahr 1967 kam ein neuer V8 mit 7046 cm3 Hubraum und einer Leistung von 360 brutto SAE-PS (ca. 265 kW) bei 5000 min−1 zum Einsatz. Er war mit einem Rochester-„Quadrajet“ Doppelregistervergaser ausgestattet. 1970 ersetzte eine Version mit 7456 cm³ Hubraum diese Maschine. Sie leistete 370 brutto SAE-PS (ca. 272 kW). Automatikgetriebe waren durchgängig Serie. Bereits ab 1964 wurde die überall bei GM verwendete Automatik vom Typ THM 400 eingesetzt.

In knapp sechs Jahren wurden 699.472 Einheiten dieser Electra-Serie produziert.

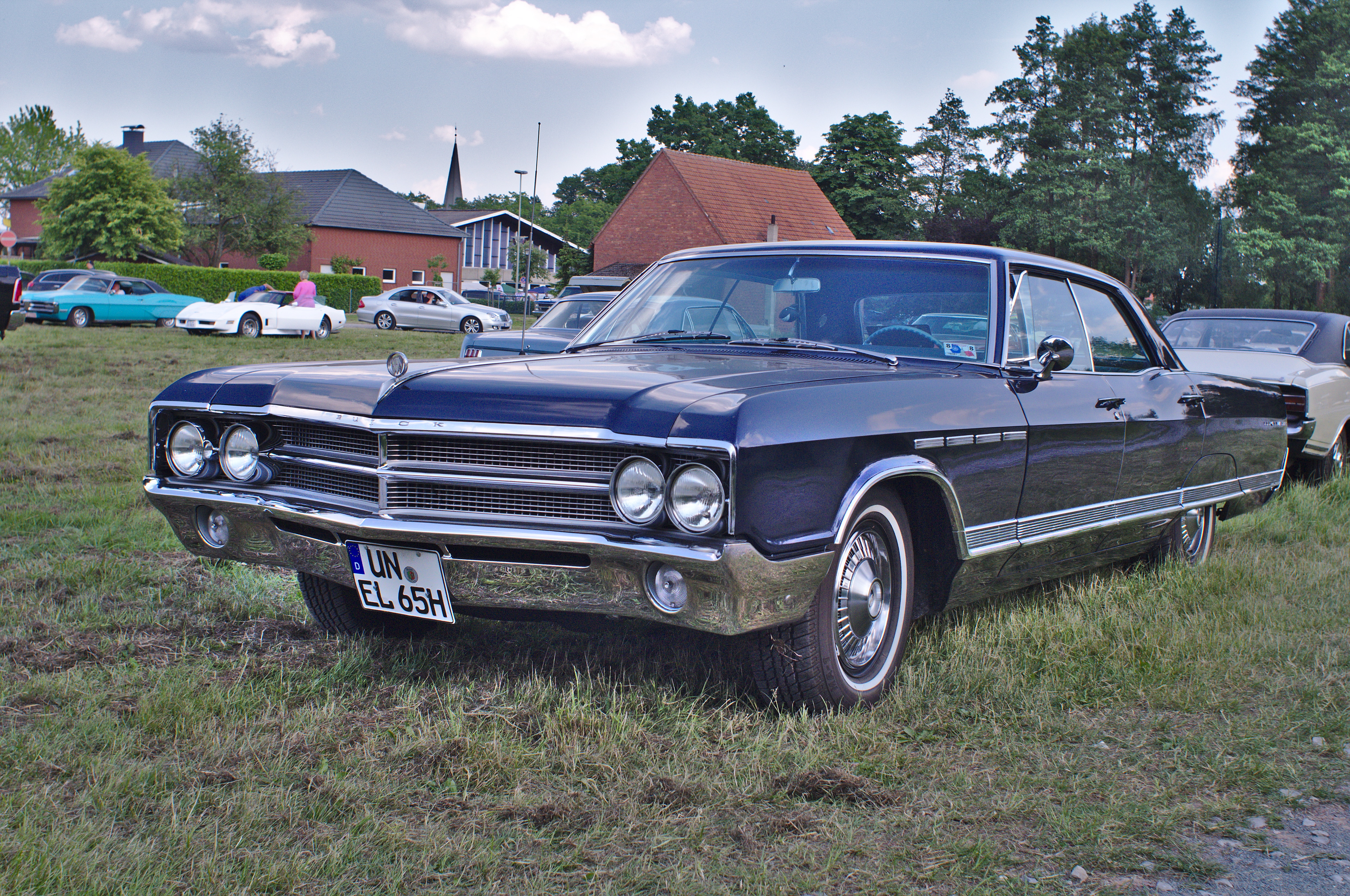
1965  2-türiges Hardtop
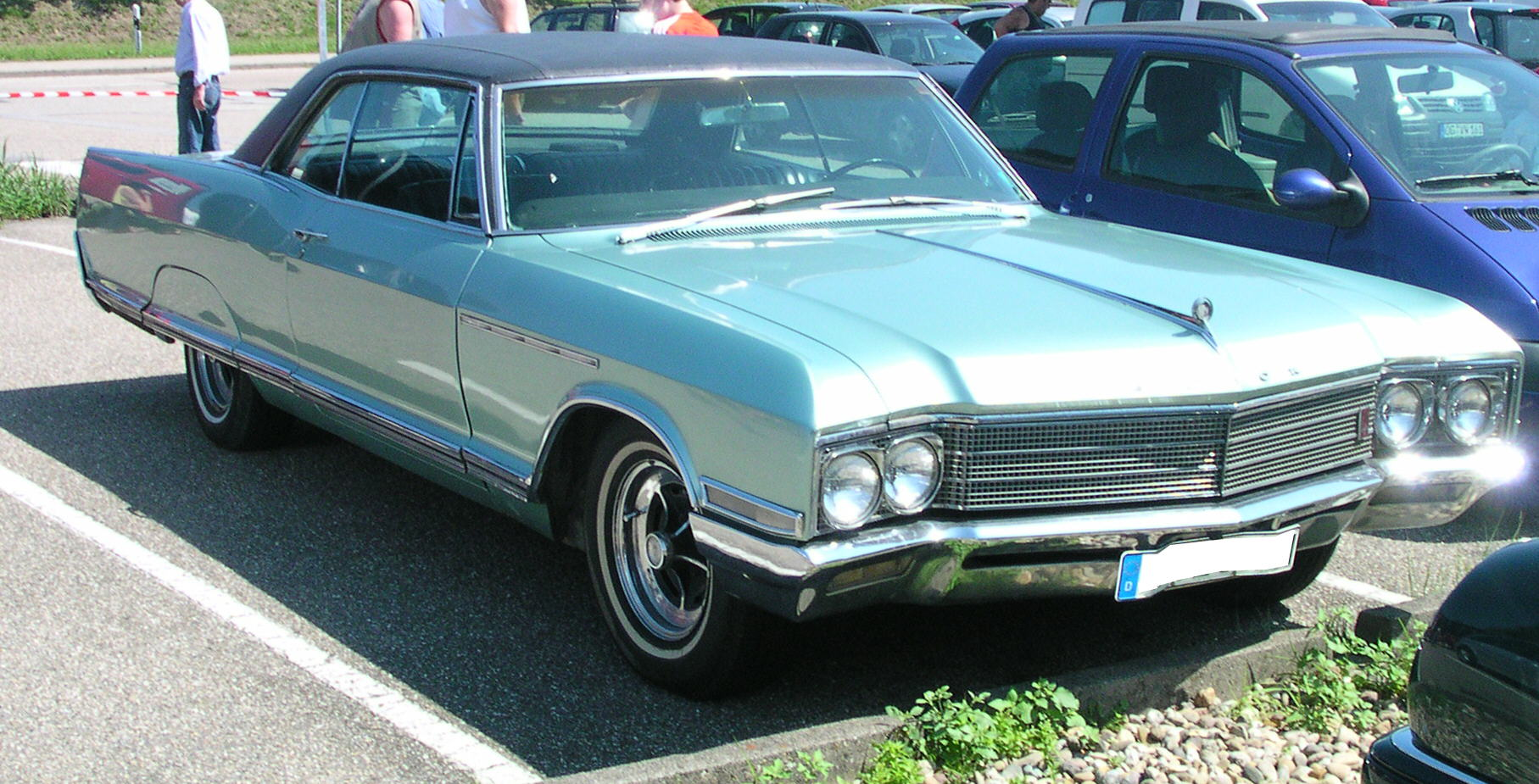
1966 2-türiges Hardtop
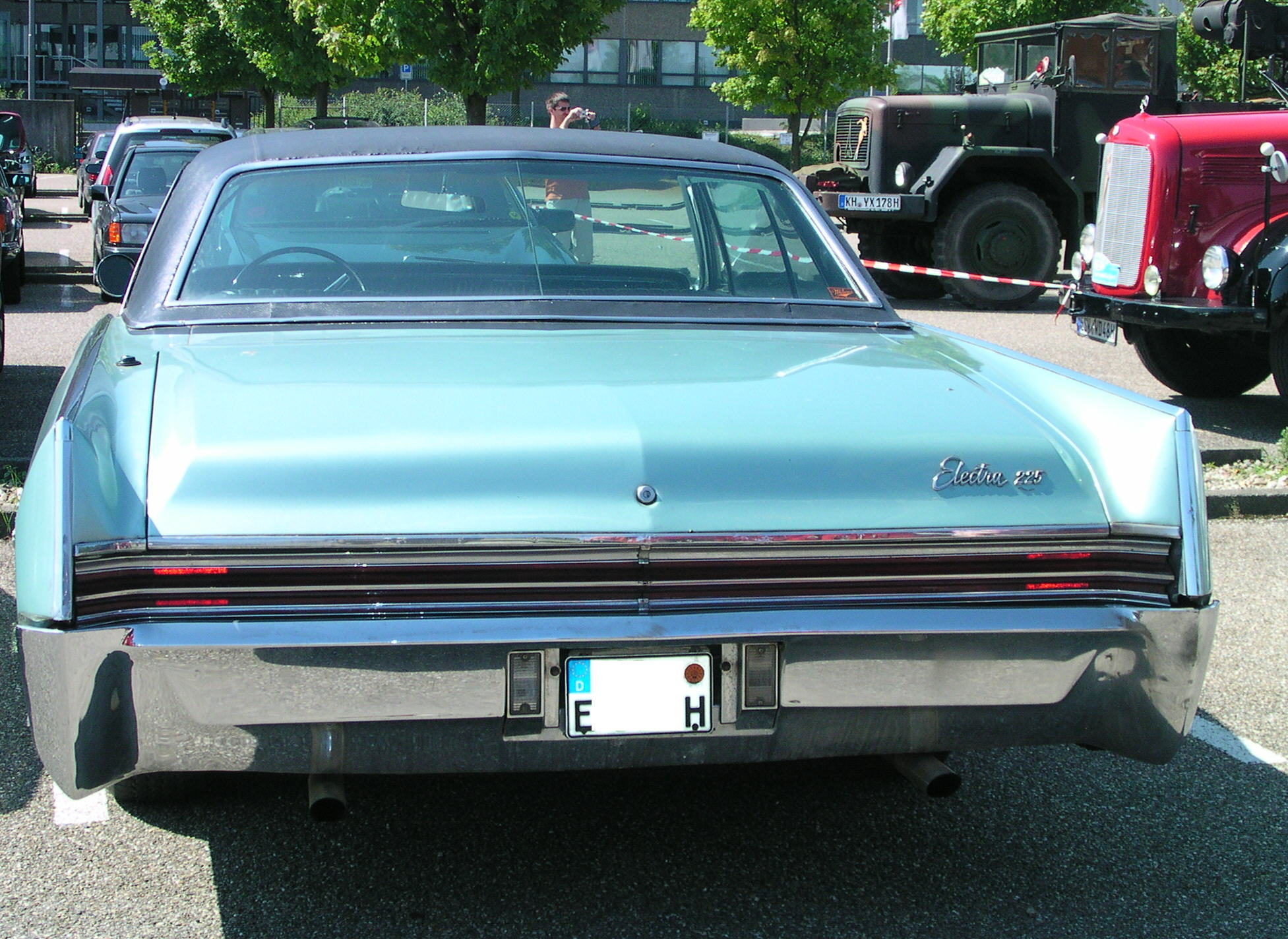
1966 2-türiges Hardtop
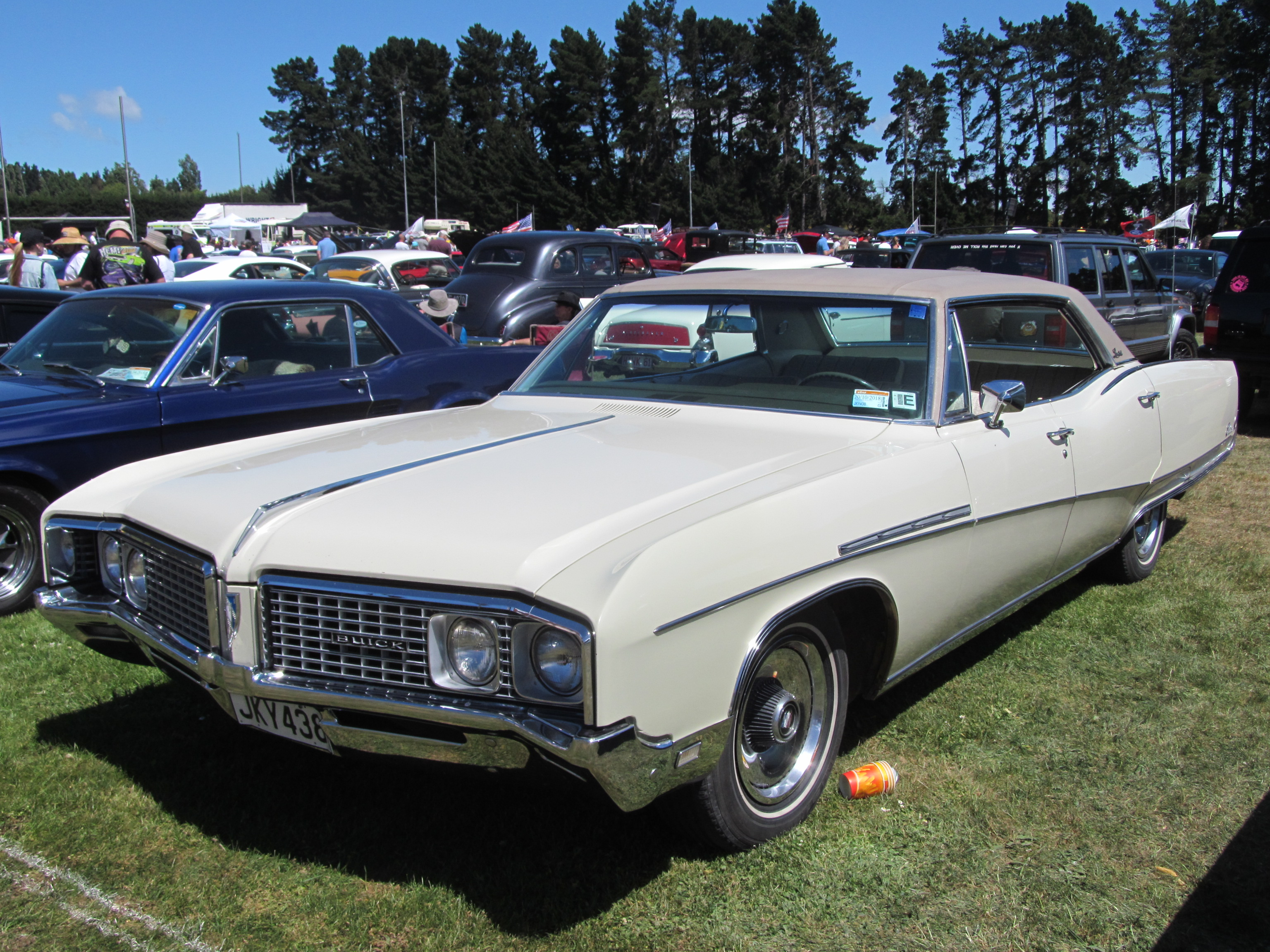
1968 4-türiges Hardtop
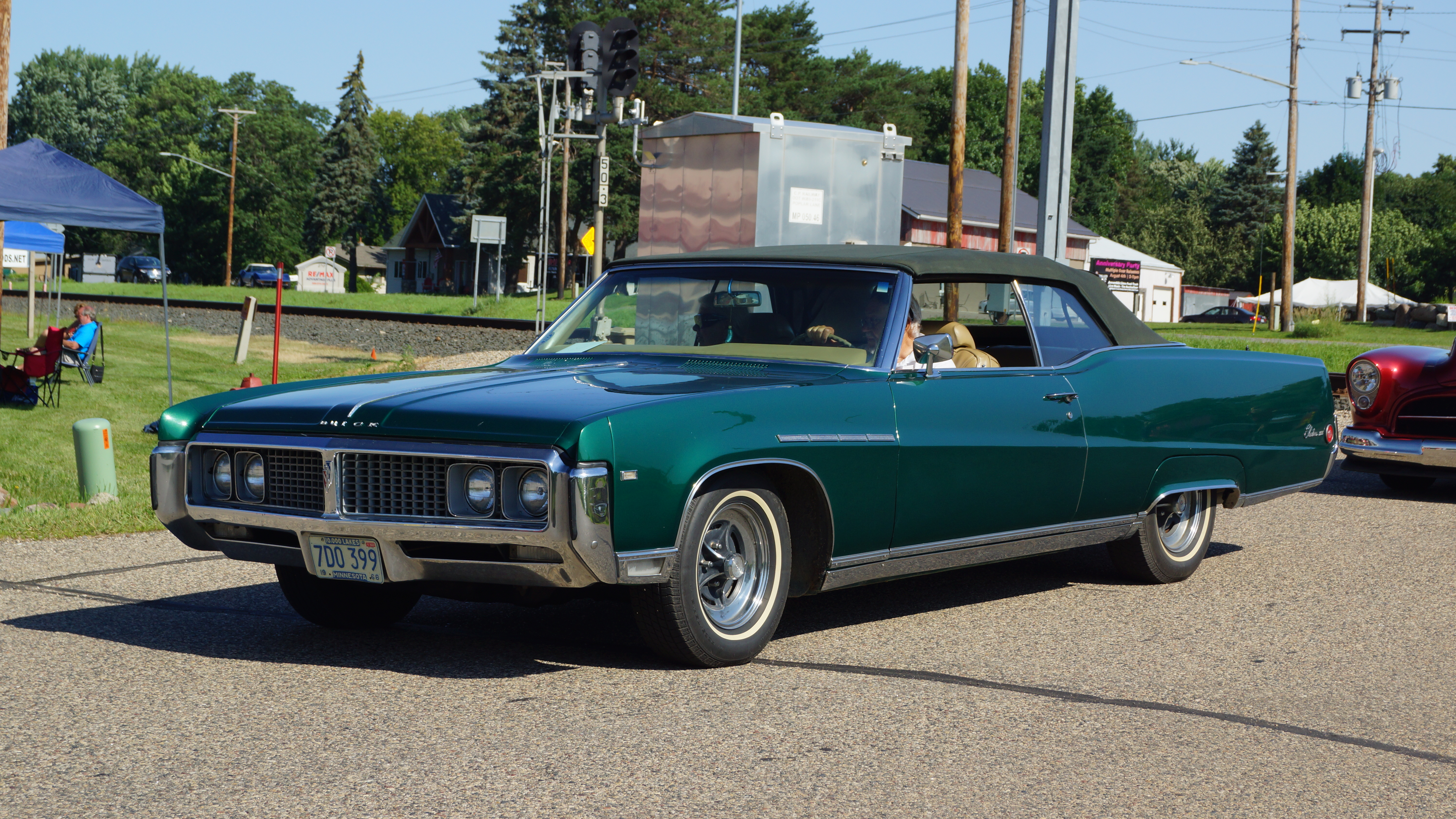
1969 2-türiges Cabriolet
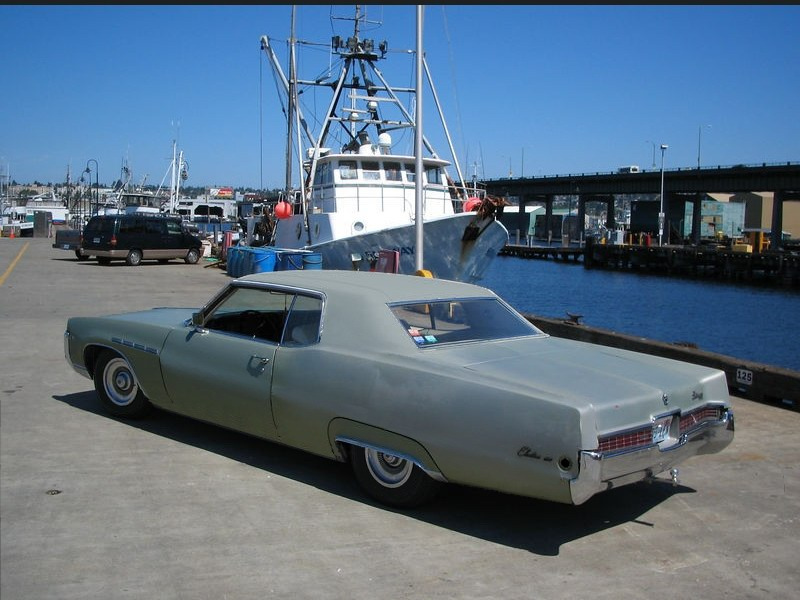
1969 2-türiges Hardtop

### Electra 225 / Electra 225 Custom (Limited) / Electra Limited (1970–1976)
Von Ende 1970 bis Herbst 1973 waren alle Electra 225 zwei- oder viertürige Hardtop-Modelle, die zuvor lieferbaren Cabriolets und viertürige Limousinen (mit B-Säule) gab es nicht mehr.
Ende 1973 übernahm Buick, wie andere GM-Marken, für das Coupé eine neue Karosserie mit B-Säule; das Electra Limited-Coupé gab es auch mit Landau-Vinyldach, das nur die hintere Dachpartie überspannte. Ab Modelljahr 1974 waren auch Fahrer- und Beifahrerairbags sowie Max Trac, eine frühe Form der Traktionskontrolle, gegen Aufpreis erhältlich.

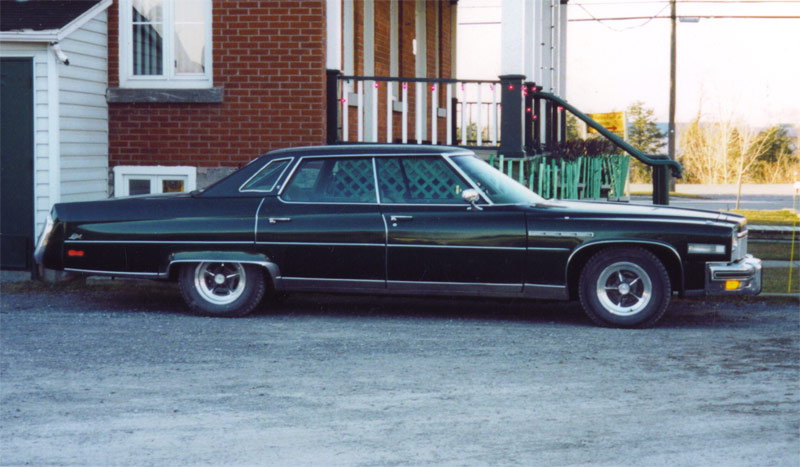
Buick Electra Limited (1975)

Ab Herbst 1974 hatten alle Electra-225-Coupés B-Säulen und fixe hintere Seitenscheiben. Im selben Jahr erhielten die Modelle aufgefrischte Frontpartien mit Rechteck-Doppelscheinwerfern und überarbeitete Innenausstattungen. Die Viertürer blieben bis zum Auslaufen der Serie im Sommer 1976 pfostenlos.

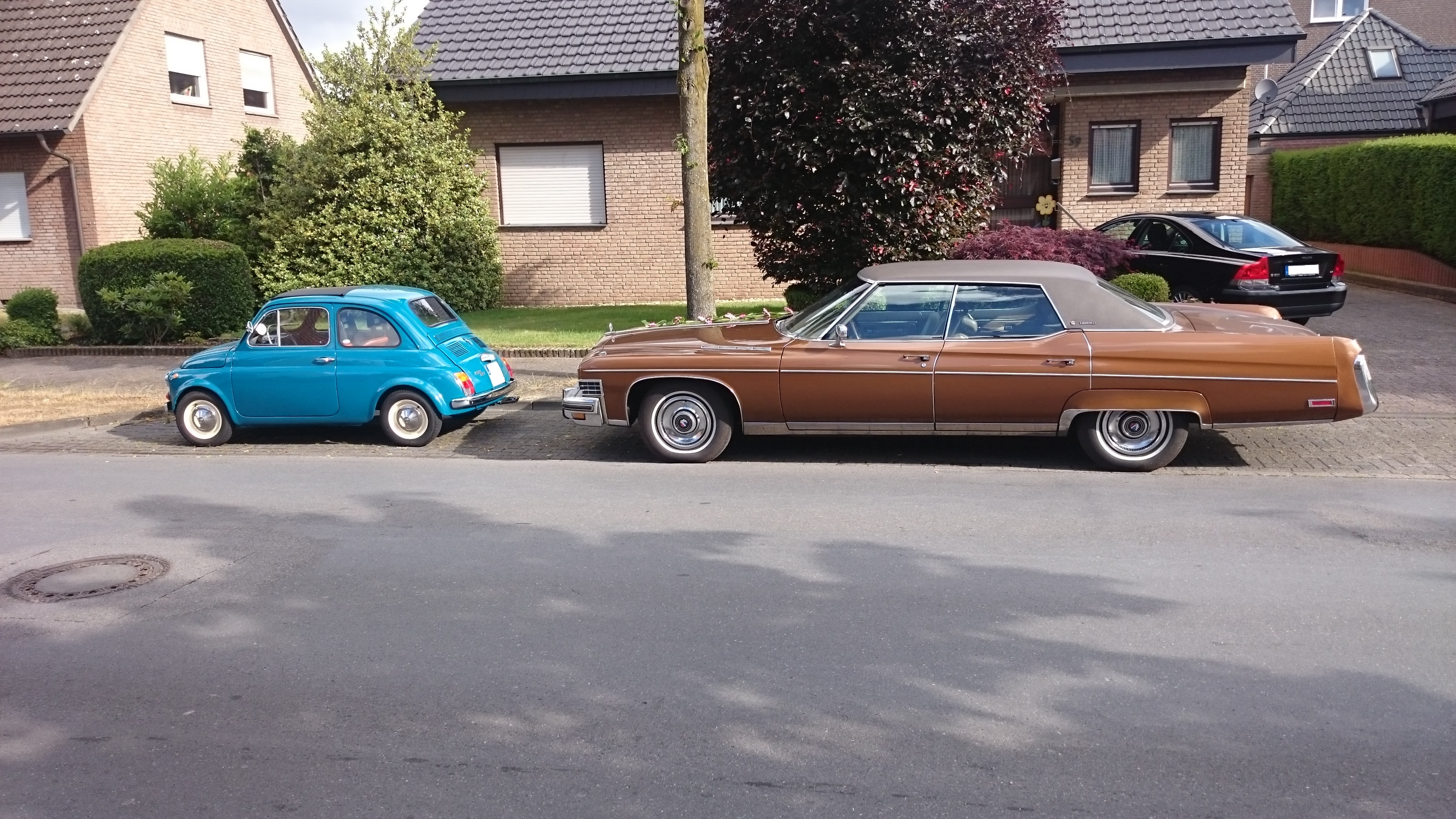
Buick Electra Limited (1974) hinter einem Fiat 500 aus den 60er-oder 70er-Jahren

Ebenfalls 1974 kam ein Park-Avenue-Paket ins Programm, das anfangs nur für den viertürigen Electra 225 Limited erhältlich war. Das Paket umfasste spezielle Sitzbezüge, dickere Teppiche, zusätzliche Geräuschdämmung und einen Dachhimmel aus Velours. Daneben gab es den nur 1975 angebotenen Park Avenue Deluxe, bei dem jedes für den Electra bestellbare Extra serienmäßig mit an Bord war.
Im Herbst 1975 erhielt der Electra leichte Änderungen an Kühlergrill und Stoßstange. Die vorderen Blinker wanderten von der Stoßstange direkt unter die Scheinwerfer; der geänderte Grill bestand nicht mehr aus Metall, sondern aus Kunststoff. Das Park Avenue-Paket wurde weiterhin angeboten, der Park Avenue Deluxe nicht mehr – er hatte sich im Vorjahr lediglich 37-mal verkauft.
Alle Electra 225 der vierten Generation wurden vom 7,5-Liter-V8 angetrieben, der 1971 noch 315 brutto SAE-PS leistete, 1976 nach Netto-Norm 205 SAE-PS. Der Leistungsverlust ging auf die geänderten Messnormen, aber auch auf die zunehmend strenger werdenden US-Abgasgesetze zurück; aber selbst der Motor des Jahres 1976 wartete mit 470 Nm Drehmoment auf.
Der 7,5-Liter verschwand nach dem Modelljahr 1976 aus dem Angebot zugunsten hubraumschwächerer, sparsamerer Motoren.
Mit einer Länge von 5,93 m waren die Modelle der Jahre 1975/1976 der längste Jahrgang im Hause Buick – „The Last Dinosaur“.
Insgesamt entstanden in etwa sechs Jahren 794.833 Electra.

### Electra 225 / Electra Limited / Electra Park Avenue / Estate Wagon (1976–1984)
Für das Modelljahr 1977 wurden im Sommer 1976 alle Full-Size-Modelle von GM verkleinert. Sie basierten auf der neuen B-Plattform von General Motors mit Radständen von 295 bis 302 Zentimetern.
Wie zuvor stellte der Electra 225 (auf dem langen Radstand) die Luxusausführung des großen Buick dar, die Basisversion hieß Le Sabre und hatte den kürzeren Radstand. Die zugehörigen Kombi-Modelle wurden bis Sommer 1980 als eigene Modellreihe unter dem Namen Buick Estate Wagon vermarktet, danach wurden sie in die beiden genannten Baureihen integriert.
Lieferbar war der Electra 225 als Basismodell und als umfangreicher ausgestatteter Electra 225 Limited, jeweils als viertürige Limousine und als zweitüriges Coupé. Den Antrieb übernahmen V8-Motoren von 5,7 oder 6,6 Liter Hubraum.
1978 wurden Kühlergrill und Heckleuchten retuschiert. Neben Basis und Limited kam, als neue Spitzenversion, der Electra Park Avenue in die Modellpalette.

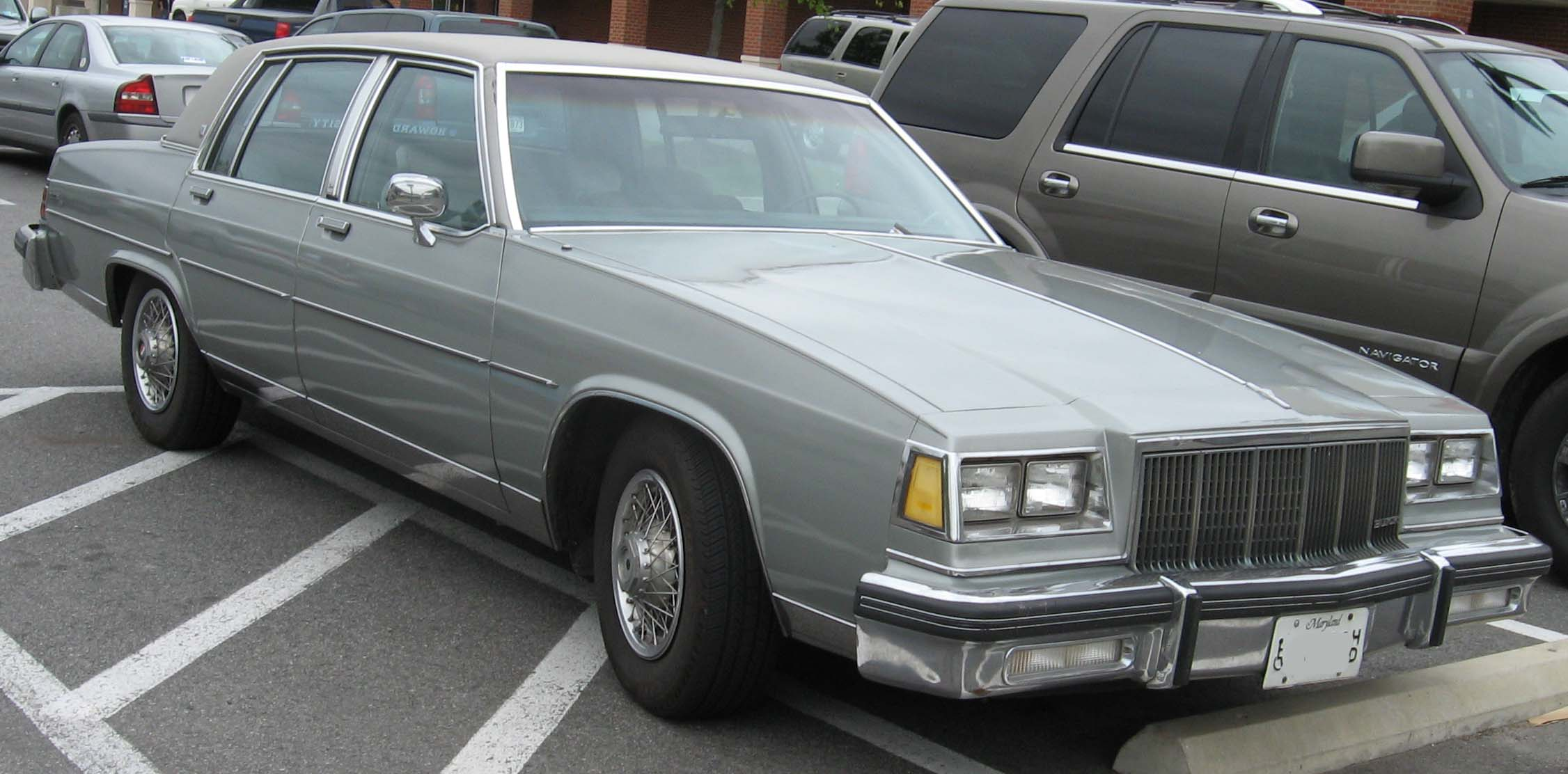
Buick Electra Limited Sedan (1979–1984)

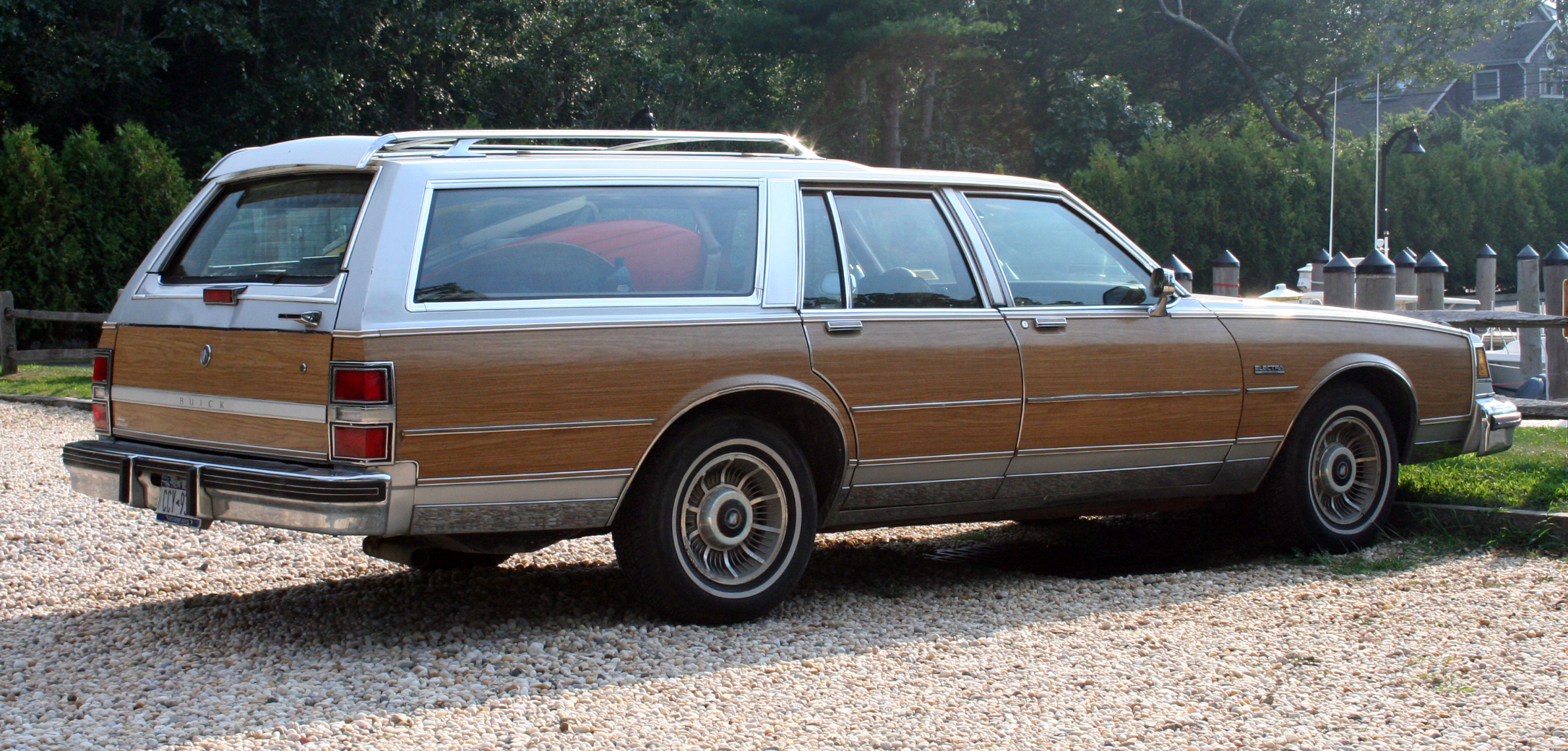
Buick Electra Estate Wagon (1980–1984)

Für das Modelljahr 1980 erhielt der Electra (der Zusatz 225 entfiel ab diesem Zeitpunkt) im Spätsommer 1979 wie sämtliche andere Modelle der B-Plattform ein Facelift mit flacherer, aerodynamisch günstigerer Front. Etliche Maßnahmen ließen das Gewicht um etwa 80 Kilogramm sinken. Der 6,6-Liter-Motor war nicht mehr lieferbar. Neuer Basismotor war ein 4,1-Liter-V6 und auf Wunsch gab es einen 5,7 Liter großen V8 oder den 5,7-Liter-Dieselmotor von Oldsmobile. Basisversion war jetzt der Electra Limited, während der Electra Park Avenue nun als Spitzenmodell diente. Die Luxusversion des vormaligen Kombis Buick Estate Wagon wurde als Electra Estate Wagon weitergeführt. Im Kombi verrichtete ein 5,7-Liter-V8 mit 155 oder 160 netto SAE-PS seine Arbeit.
1981 gab es im Kombi serienmäßig einen 5,05-Liter-V8 mit 140 netto SAE-PS, den es auch in den anderen Electra-Modellen gab, während der 5,7-Liter-Benziner entfiel.
In dieser Form blieb der Electra mit geringfügigen jährlichen Änderungen bis April 1984 in Produktion. Nur der Kombiwagen wurde in dieser Form noch bis 1990 weitergebaut (siehe Buick Estate Wagon).
Vom letzten Electra mit Heckantrieb entstanden in fast acht Jahren ca. 802.000 Exemplare.

### Electra / Limited / Park Avenue / Park Avenue Ultra / T-Type (1984–1990)
Die Limousine und das Coupé erhielten im Frühjahr 1984 einen kleineren, frontgetriebenen Nachfolger, während der heckgetriebene Le Sabre noch ein Jahr und der Electra Kombi sogar noch bis 1990 weitergebaut wurden.
Der Electra des Modelljahrgang 1985 baute auf der neuen C-Plattform des Konzerns auf und war damit das Parallelmodell zu Oldsmobile 98, Pontiac Bonneville und Cadillac DeVille. Angeboten wurde der neue, auf fünf Meter geschrumpfte Electra als Basismodell, luxuriöserer Electra Park Avenue und sportlich aufgemachter T-Type, jeweils als Limousine und Coupé. Den Antrieb übernahmen V6-Motoren von 3,0 (nur im Basismodell) oder 3,8 Litern oder ein 4,3-Liter-Diesel-V6.

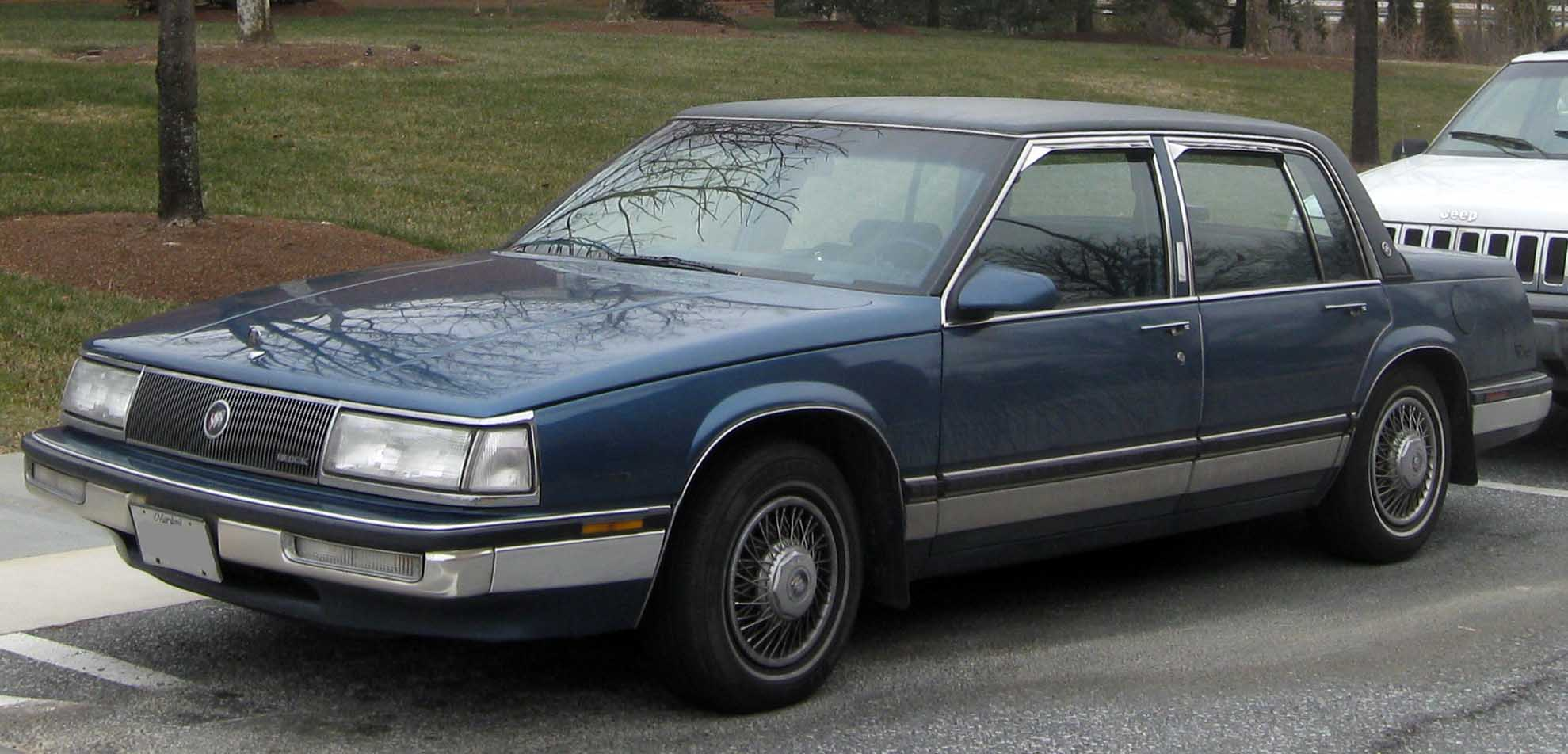
Buick Electra Park Avenue (1987–1990)

1986 entfiel der Dreiliter, der 3,8-Liter gewann 15 SAE-PS und leistete jetzt 104 kW (142 SAE-PS). Der T-Type war nur mehr als Limousine lieferbar.
1987 wurden die Rechteck-Doppelscheinwerfer durch neuerdings in den USA erlaubte Breitbandscheinwerfer ersetzt. Das Basismodell hieß jetzt Electra Limited.
Zum Modelljahr 1989 erschien als zusätzliche Variante, die die Electra-Palette nach oben hin ergänzte, der Electra Park Avenue Ultra mit Lederausstattung, Zweifarbenlackierung, B-Säulen mit Chromeinlage, speziellen 15-Zoll-Alufelgen und ABS.
Bis Frühjahr 1990 entstanden vom Electra mit Frontantrieb insgesamt 565.000 Stück. Nachfolger war der zeitgleich vorgestellte Buick Park Avenue. Der parallel dazu weitergebaute Kombi mit Hinterradantrieb kam im gleichen Zeitraum auf weitere 44.200 Stück, bevor er durch den Buick Roadmaster ersetzt wurde.